# 上海市人民政府驻深圳联络处
上海市人民政府驻深圳联络处，简称上海驻深办、上海驻深处，是上海市人民政府派驻深圳市的常设办事机构，归口上海市人民政府驻广州办事处管理，是上海市加强同括深圳市与珠海市二大经济特区之间经济协作的重要渠道，下设秘书处、业务处、联络处三个职能部门，机关办公地点为深圳市爱国路1060号金通大厦1616室。

## 历史沿革
1989年10月27日正式成立，上海市人民政府驻深圳办事处成立，为副厅级建制。2010年8月，根据沪委 [2010]527号文件，上海市人民政府驻深圳办事处调整为上海市人民政府驻深圳联络处，划归上海市人民政府驻广州办事处管理，深圳市、珠海市的具体工作仍由深圳联络处负责。

## 联系区域
目前，上海市人民政府驻深圳联络处负责联系深圳市、珠海市，促进上海与深珠两市的经济合作交流，推动在科技、文化、教育、人才、旅游等领域的合作与交流，发挥对驻地企业的服务指导作用。

## 组织结构

### 内设机构
- 秘书处
- 业务处
- 联络处（珠海）